# Георги Хаджиев (полицай)
Георги Илиев Хаджиев е българска полицай, старши комисар, бивш директор на Столична дирекция на вътрешните работи (СДВР).

## Биография
Роден е на 13 август 1974 г. в Петрич. През 1999 г. завършва маркетинг и мениджмънт в УНСС. Влиза в МВР през 2001 г. като разузнавач към Втора районно управление в София. След това работи в отдел „Икономическа полиция“. Известно време е началник на Първо районно управление в София (декември 2016 – 1 август 2017) и на Областната дирекция на МВР в Стара Загора (1 август 2017 – 20 декември 2018). От 20 декември 2018 г. до 19 май 2021 г. е директор на СДВР. След това е назначен за началник отдел „Физическа защита на лица“ в Главна дирекция „Жандармерия и специализирани операции и борба с тероризма“.